# Monastère Nikolo-Babaïevski

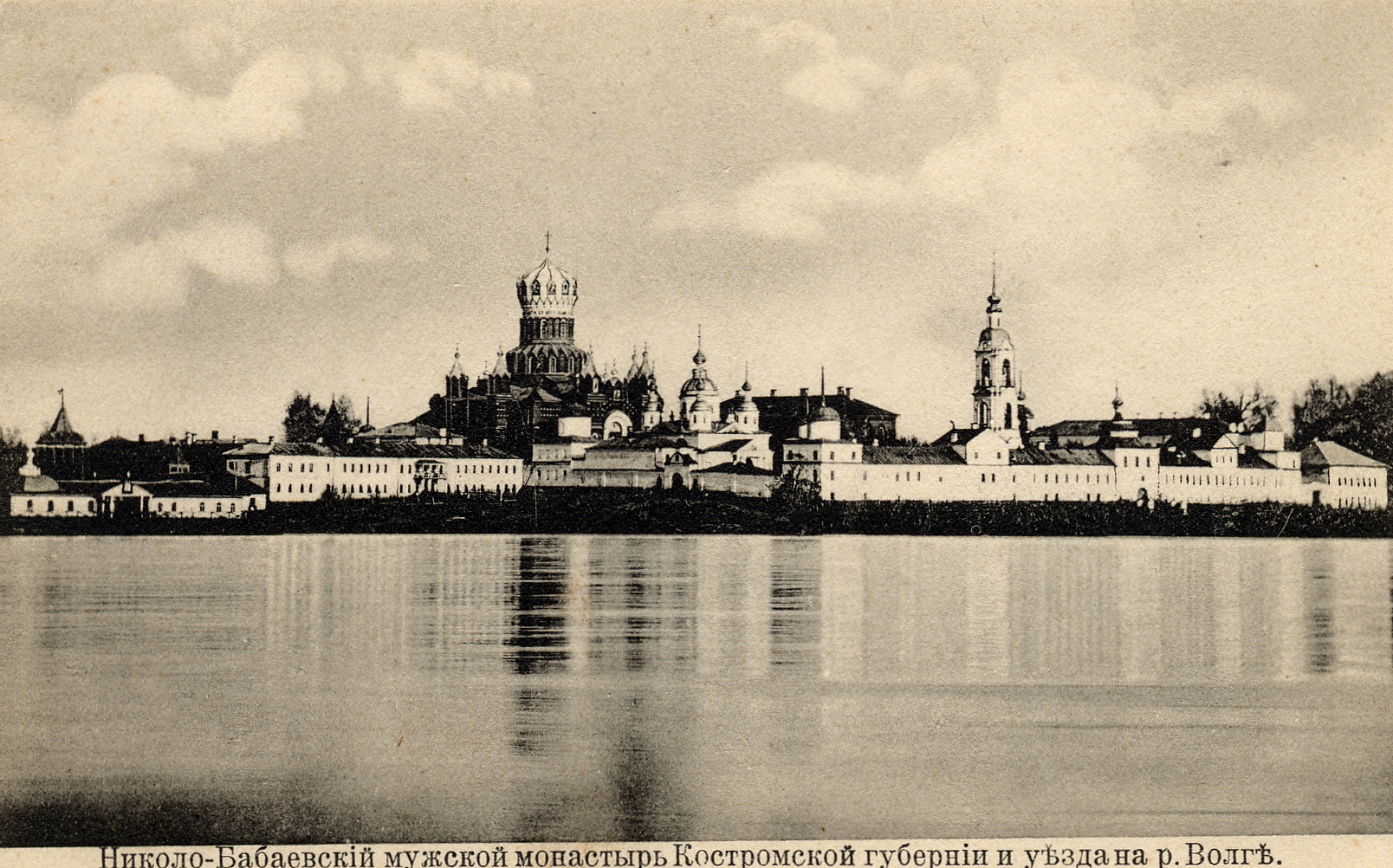
Le monastère vu des bords de la Volga au début du XXe siècle.

Le monastère Nikolo-Babaïevski (Saint-Nicolas-des-Rames Нико́ло-Баба́евский монасты́рь) est un monastère masculin de l'Église orthodoxe russe et de l'éparchie (diocèse) de Iaroslavl situé sur la rive de la rivière Solonitsa à la confluence de la Volga.

## Histoire
Le monastère est fondé au XVe siècle à un endroit nommé Babaïki, où l'on rassemblait les grandes rames (babaïka) pour la flottaison du bois, près du village de Bolchie Soli, entre Iaroslavl et Kostroma. La raison de la fondation est la découverte ici au XIVe siècle d'une icône de Saint Nicolas sur une des barques. L'icône est placée d'abord dans une chênaie au sud du futur monastère. Le fondateur est considéré comme l'un des disciples de saint Serge de Radonège, nommé Silouane.
L'on sait que le tsar Alexis a accordé un moulin au monastère. Au début du XVIIIe siècle, le monastère possédait de nombreux domaines dans la province de Kostroma. En 1719, un incendie se déclare dans le monastère ; la plupart des biens du monastère et des archives sont perdus dans les flammes. En 1764, il est classé selon le manifeste sur la sécularisation des terres monastiques de Catherine II comme monastère surnuméraire.
L'écrivain Nikolaï Nekrassov s'est rendu plusieurs fois au monastère, car il a passé son enfance tout près, sur la rive d'en face, au village de Grechnevo. Ses vers rappellent le monastère, comme le poème La Douleur du vieux Naoum («Горе старого Наума»): À proximité, le monastère Babaïsky, le village de Bolchie Soli... («Вблизи — Бабайский монастырь, село Большие Соли…»).

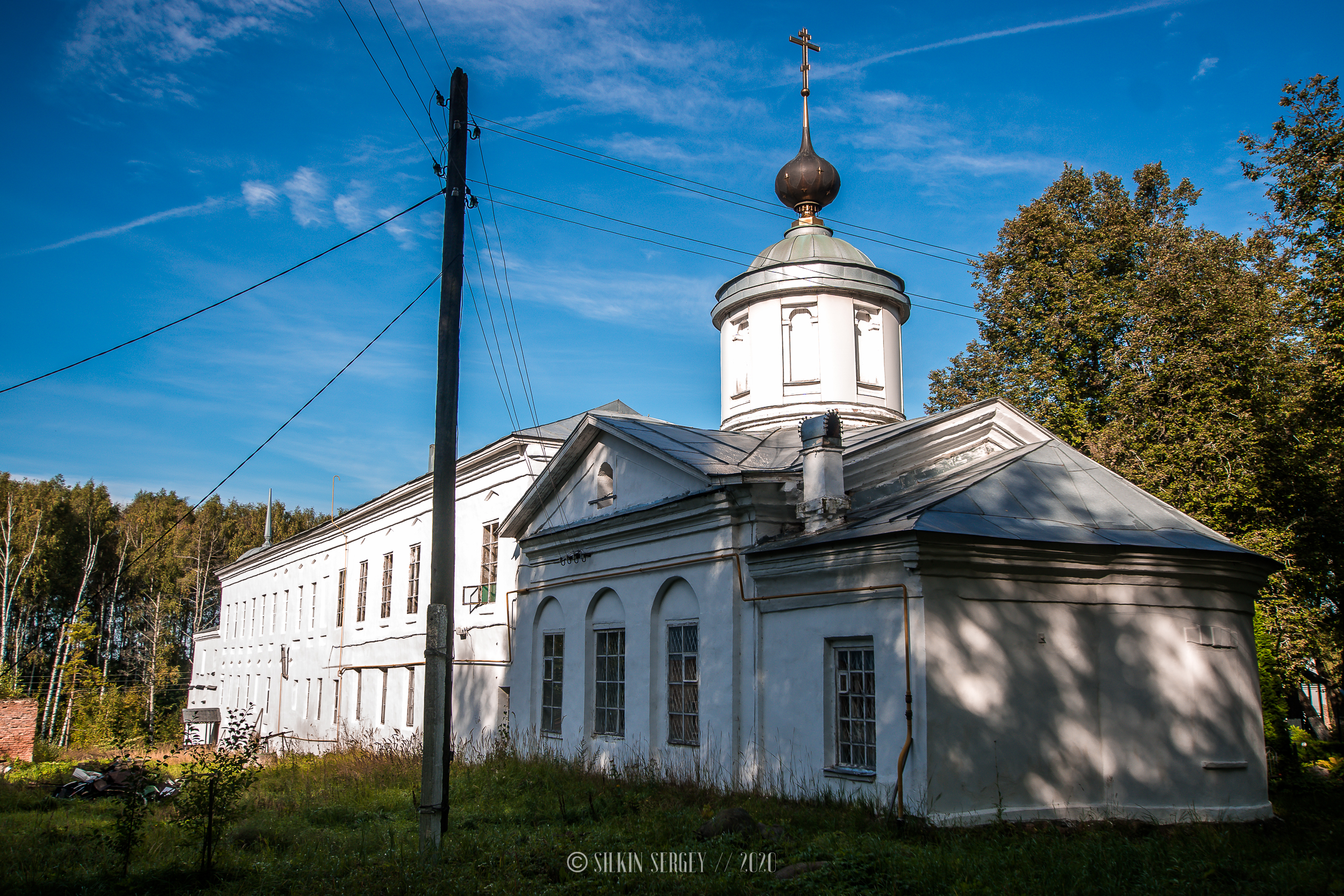
La petite église Saint-Jean-Chrysostome.

Les bâtiments du monastère qui ont survécu avant la révolution (le principal d'entre eux étant l'église Saint-Nicolas) ont été construits au XIXe siècle. En 1861-1867, Saint Ignace (Briantchaninov) vécut ici dans la retraite, et c'est grâce à lui que des fonds ont été réunis pour la réparation des bâtiments existants et pour la construction de l'église de Notre-Dame-d'Iversk. Ici, il mena une vie de prière solitaire, écrivit de nombreux ouvrages célèbres (Hommage au monachisme moderne, La Patrie, etc.), et poursuivit sa correspondance avec ses nombreux fils et filles spirituels. Après sa mort en 1867, il fut enterré à la petite église Saint-Jean-Chrysostome de l'infirmerie du monastère, sous le kliros de gauche.
Le monastère est fermé en 1919 par les bolchéviques et les moines dispersés. Une école primaire, puis une école agricole s'installent dans certains des anciens bâtiments monastiques, tandis que le monastère est transformé en sovkhoze du nom de « Révolution », plus tard comité exécutif régional. L'église-catholicon est détruite en 1940, ainsi que l'église Saint-Nicolas. Certains documents du monastère sont transférés à Moscou (aujourd'hui aux Archives d'État russes des actes anciens). En 1941-1945, c'est un hôpital et l'on doit détruire le clocher pour ne pas être la cible des bombardements allemands. Après la guerre, on y ouvre une maison de redressement pour mineurs remplacée dans les années 1950 par un sanatorium pour enfants tuberculeux qui ferme quelques années plus tard. L'ancien monastère est muré. Lorsque Ignace est canonisé en 1988, sa dépouille est translatée de l'église Saint-Jean-Chrysostome (qui était devenue du temps de la maison de redressement une cuisine) au monastère de Tolga. Ensuite les restes du monastères sont totalement livrés à l'abandon et vandalisés.

## Aujourd'hui

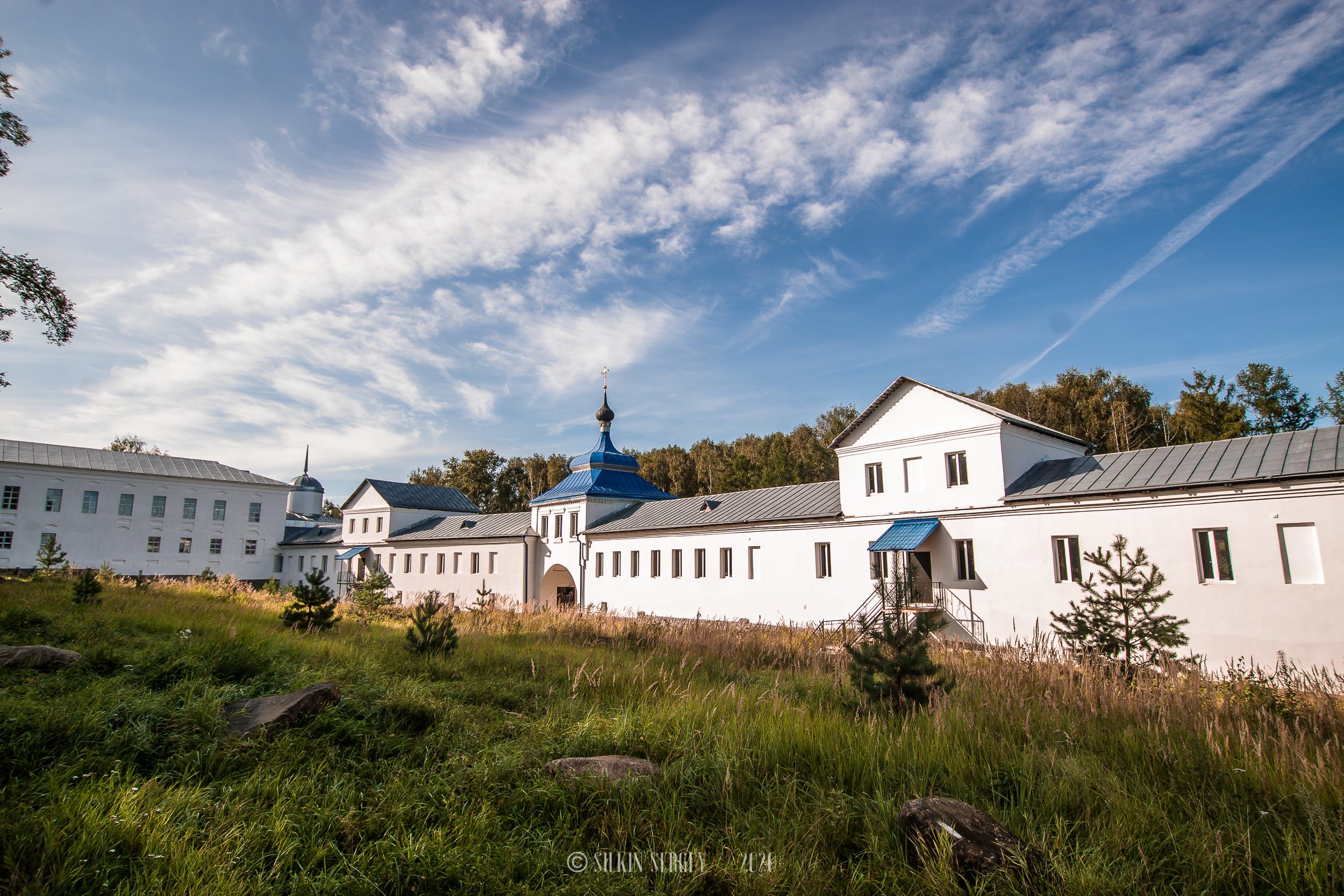
L'église-porte et le bâtiment Ouest.

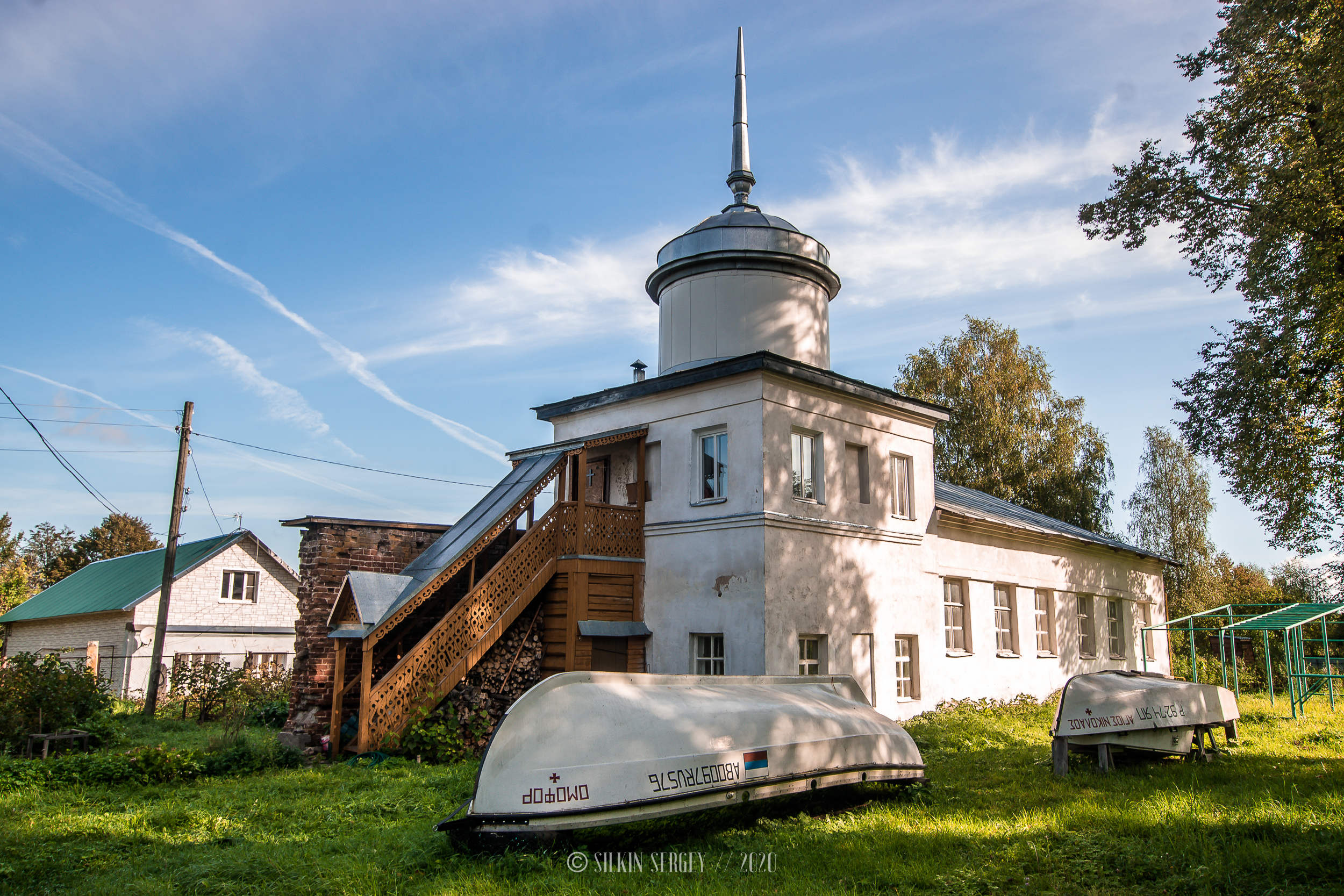
La maison des retraitants (hôtellerie).

Le monastère est rendu au culte en 1998, mais il est presque en ruines, le bâtiment monastique principal a été démoli, et il faut tout restaurer. Une petite église en bois est construite en l'honneur de saint Nicolas et plus tard le chantier de la nouvelle église-catholicon peut démarrer. La petite église Saint-Jean-Chrysostome du côté Sud est à l'angle du rempart Ouest et du bâtiment à étage. Elle a été construite en 1819-1821 et c'est la seule ancienne qui subsiste. Outre saint Ignace (Briantchaninov) en 1867, y fut enterré l'évêque Samuel (Zapolski-Platonov) en 1831. Juste à côté de l'église se trouve la tombe du métropolite Simon (Novikov), ancien évêque de Riazan, qui a passé sa retraite au monastère en chantier, y est mort et enterré en 2006.
La fête du monastère est le jour de la naissance de Saint Nicolas, le 29 juillet dans le calendrier julien ou le 11 août dans le calendrier grégorien. L'église-catholicon actuelle dédiée à ND d'Iversk a été construite dans le style médiéval des églises de Novgorod et ne se rattache pas à la tradition architecturale des églises de la Haute-Volga. Elle a été consacrée en 2014. La petite chapelle au-dessus de la porte du monastère est dédiée à la Dormition de la Mère de Dieu.
Son supérieur est aujourd'hui l'archimandrite Boris (Doljenko).